# Латинский крест
Латинский крест (лат. crux ordinaria), также называемый длинный крест, крест Распятия, крест Запада, крест Жизни, крест Страдания (лат. crux immissa) — четырёхконечный крест, у которого вертикальная перекладина (лат. staticulum) длиннее горизонтальной (лат. patibulum), которая расположена выше середины вертикальной и делится ею пополам.

## В язычестве
Считается, что крест символизирует союз неба и земли: продольная перекладина представляет божественное, а поперечная земное.
Изображения креста с длинным основанием находили в Китае и Африке.
Древние скандинавы носили нательные кресты, как защитный талисман, символ молота Мьёльнир — оружия бога Тора, защитника от злых сил.

## В христианстве
Наиболее распространённый христианский символ в мире. Он является преобладающим в католичестве, где этот вид креста считается реальной формой креста, на котором был распят Иисус Христос. Кроме того, три коротких конца могут представляться как три лица Троицы, а длинный конец — единичность Бога.
Крест с фигурой Иисуса называют Распятие и используют как декоративный элемент украшения стен. Часто католические церкви имеют форму латинского креста: основной неф представляет собой вертикальную перекладину креста, а поперечный неф (трансепт) — горизонтальную.
В христианстве также используется его вариант — крест Петра.

## В масонстве
В масонстве латинский крест называют крестом Страсти и вместе с другими изображениями, такими как корона или терновый венец, могут обозначать ранг члена ложи.

## Другое использование

### Типографский крестик
Типографический знак креста † имеет форму именно латинского креста. Он часто используется в различных областях:
- Этим крестиком на картах обозначают местоположения церквей.
- Его располагают рядом с именем или датой, обозначая смерть человека.
- Могут обозначать сноски.

### На флагах
Латинский крест используется на нескольких флагах: Пернамбуку (Бразилия), Ресифи (Бразилия). Кроме того, длинный крест, повёрнутый на 90° налево, называют скандинавским крестом, такой крест располагается на флагах многих стран, территорий и народов, в частности, на флагах скандинавских стран — Дании, Исландии, Норвегии, Финляндии и Швеции.